# نانسی نرسسیان
نانسی جی. نرسسیان (به انگلیسی: Nancy J. Nersessian)، استاد زجنتز و استاد علوم شناختی در مؤسسه فناوری جورجیا است. کار او در زمینه‌های فلسفه علم، تاریخ علم و روان‌شناسی علم است.
او از سال ۲۰۰۶ عضو خارجی آکادمی سلطنتی هنر و علوم هلند بوده‌است.

## آثار
- ایجاد مفاهیم علمی (انتشارات ام‌آی‌تی، ۲۰۰۸)، شابک ‎۰-۲۶۲-۱۴۱۰۵-۱
- استدلال مبتنی بر مدل: علم، فناوری و ارزش‌ها (ویرایش با ال. ماگنانی؛ کلوور ۲۰۰۱)، شابک ‎۰-۳۰۶-۴۷۲۴۴-۹
- استدلال مبتنی بر مدل در کشف علمی (ویرایش‌شده با ال. ماگنانی و پی. تاگارد؛ Plenum 1999)، شابک ‎۰-۳۰۶-۴۶۲۹۲-۳
- فارادی به انیشتین: ساخت معنا در نظریه‌های علمی (کلوور، ۱۹۸۴، ۱۹۹۰)، شابک ‎۹۰-۲۴۷-۲۹۹۷-۱